# 约翰·哈迪 (橄榄球运动员)
約翰·哈迪（英語：John Hardie；1988年7月27日—）是一位新西蘭出生的蘇格蘭橄欖球運動員。他是蘇格蘭國家橄欖球隊的一員，代表蘇格蘭參加了2015年世界盃橄欖球賽。